# Cultura d'Itàlia

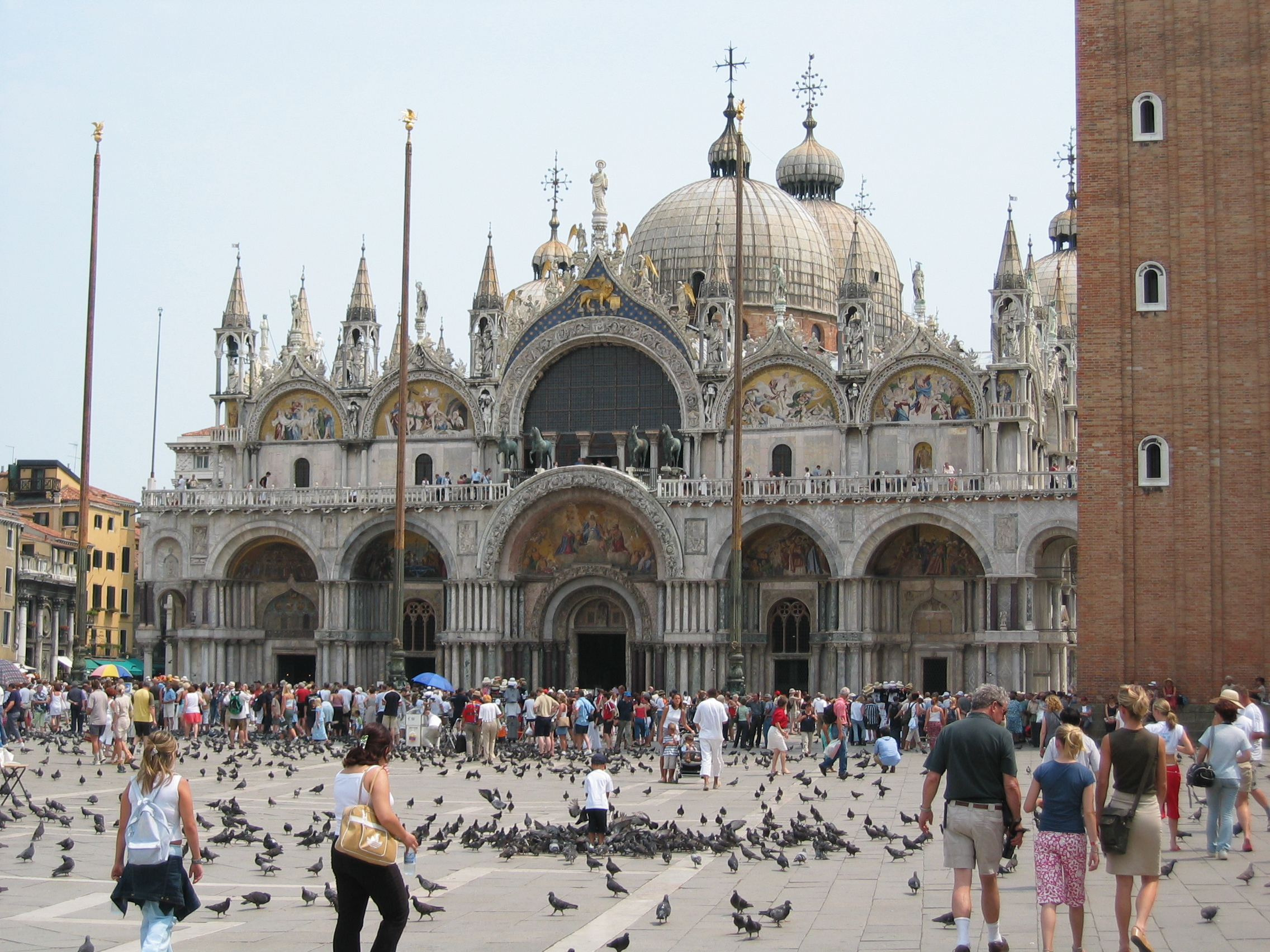
Un dels símbols de la cultura a Itàlia: la Basílica de Sant Marc a Venècia

La cultura d'Itàlia és el conjunt de les manifestacions culturals produïdes en territori italià. Itàlia és reconeguda pel seu art, la seva cultura i els seus molt nombrosos monuments, entre ells la Torre de Pisa i el Colosseu romà; així com per la seva gastronomia -plats italians famosos són la pizza i la pasta-, el seu vi, el seu estil de vida, la seva pintura, el seu disseny, el cinema, el teatre, la literatura i la música, en particular, l'òpera. Tot això ha creat una considerable italofília en el món.
A Itàlia existeix el nombre més gran de béns declarats Patrimoni de la Humanitat per la UNESCO: el 2013 n'hi havia 50 d'un total de 981, o el 5% mundial, una estimació diu que el país té la meitat dels tresors d'art del món. D'acord amb el Tribunal de Comptes, Itàlia té 3.609 museus. Es troben 479 jaciments arqueològics, 5.000 béns culturals, 12.609 biblioteques, 46.025 béns arquitectònics vinculants, 65.431 esglésies, 
 1.500 monestirs i 40.000 castells, torres i fortaleses, 30.000 residències històriques, 4.000 jardins i 1.000 principals centres històrics de ciutats.

## Art
La tradició italiana és una de les més importants de la història de l'art, a diverses èpoques fou la impulsora per al conjunt de la civilització occidental. A l'època romana, Itàlia era el centre de l'art i l'arquitectura. En el període medieval va tenir lloc les experiències fonamentals en l'època romànica i gòtica, fins a l'explosió del Renaixement italià que va començar a la Toscana, amb epicentre a les ciutats de Florència i Siena, amb obres d'art de Miquel Àngel i Leonardo da Vinci, i grans obres d'arquitectura, com l'Església de Santa María del Fiore a Florència i la Basílica de Sant Pere a Roma. Més tard, es va desenvolupar el Manierisme, el Barroc i el Rococó. A començaments del segle xx, va ser el lloc de naixement del futurisme.

## Arquitectura

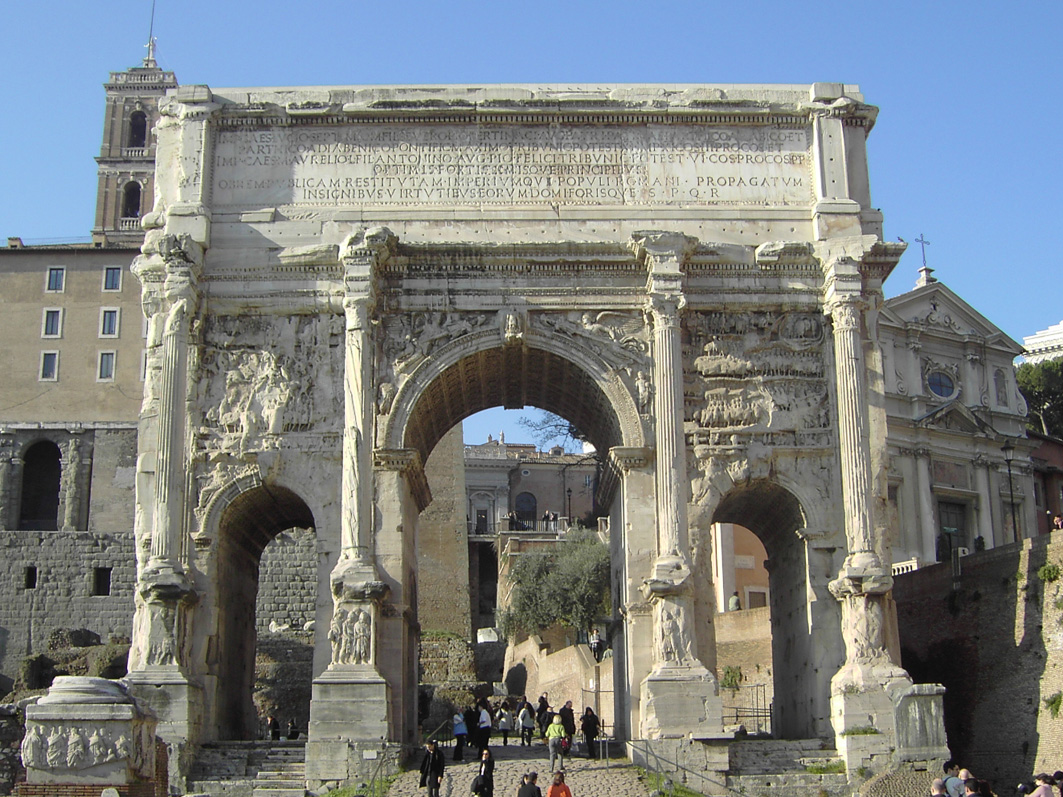
Arc de Septimi Sever.

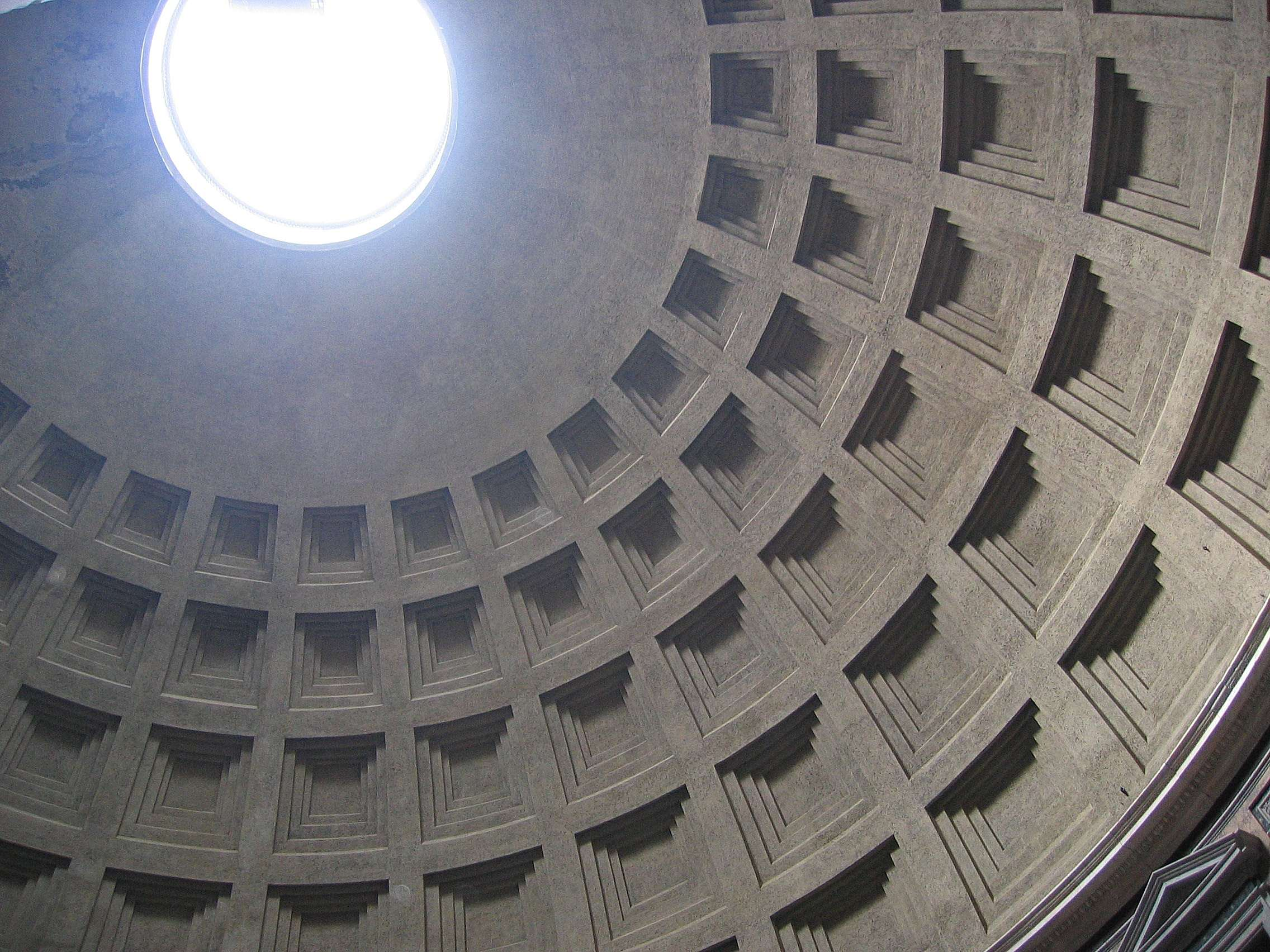
Cúpula del Panteó d'Agripa.

### Arquitectura romana antiga
L'arquitectura romana és probablement un testimoni significatiu de la civilització romana. Es caracteritza per l'estil grandiós de les edificacions, i la seva solidesa, que ha permès que moltes d'elles, perdurin fins als nostres dies. L'organització de l'Imperi Romà va normalitzar les tècniques constructives de manera que es poden veure construccions molt semblants a milers de quilòmetres unes de les altres.
L'arquitectura de Roma té el seu origen en l'etrusca, sumada a influxos de la grega, sobretot després de les guerres púniques (146 aC.) i per tant, presenta trets de totes dues. Avui es fa datar l'arquitectura romana quan es van construir la primera via (Via Àpia) i el primer aqüeducte (Aqua Àpia), any 312 aC. Per aquesta època i durant les conquestes de Roma a Sicília i a Grècia, els generals romans acostumaven a endur-se com a trofeu de les seves victòries gran quantitat d'objectes artístics. D'altra banda, els artistes grecs i etruscs, atrets pel poder econòmic de la «senyora» del Mediterrani, van portar a Roma el gust i fins i tot la passió per les Belles Arts i en aquestes escoles van formar els seus artistes propis. Els elements més significatius de l'arquitectura romana són la construcció voltada i l'ús d'un primitiu formigó.

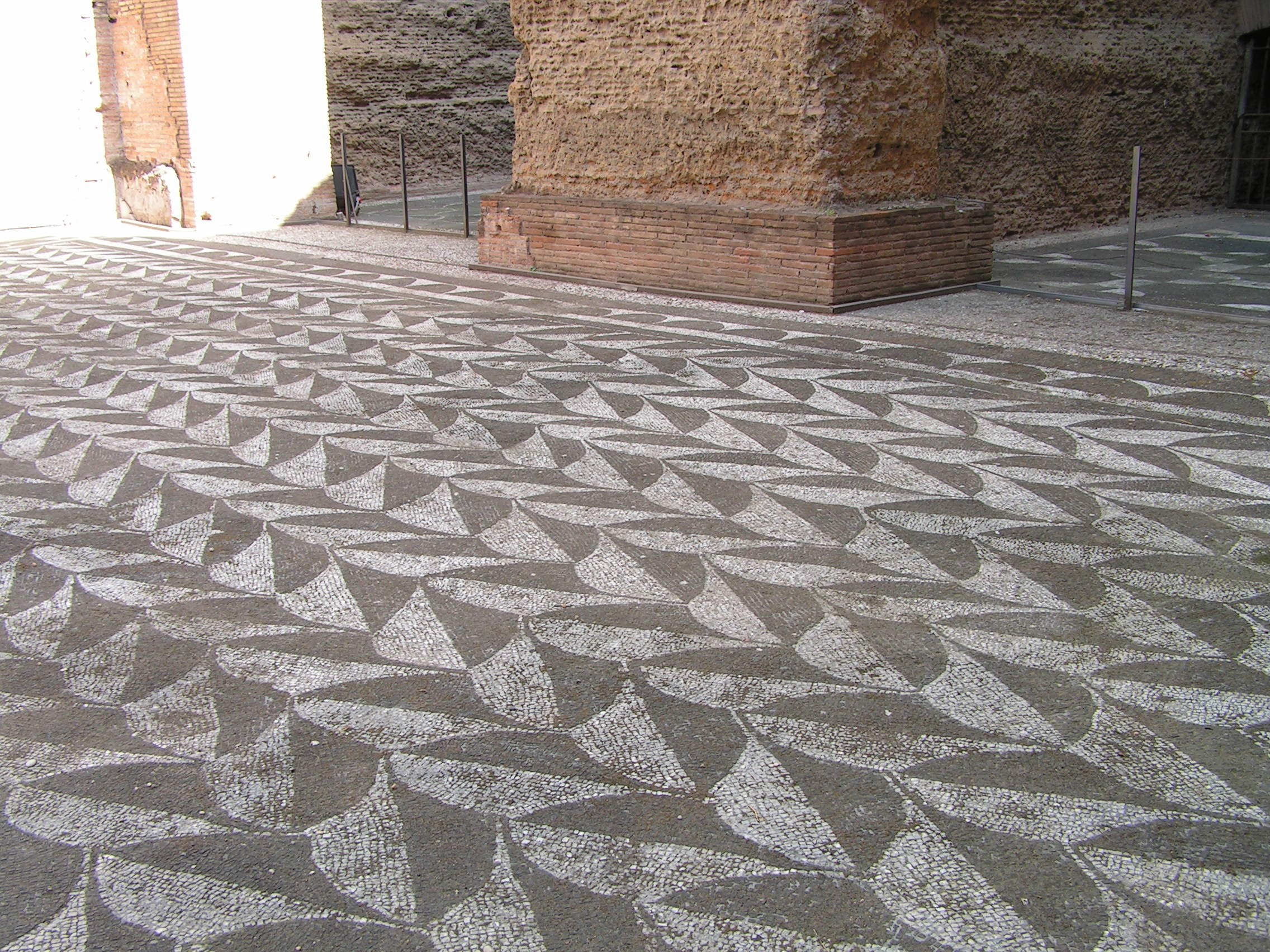
Mosaic de les Termes de Caracal·la.

Els romans van emprar profusament l'arc i la volta. Aquesta no es forma amb dovelles de pedra aparellada -salvo en algunes construccions asiàtiques-, com es disposava en la volta etrusca, sinó d'una massa confeccionada amb putzolana i terregall. Les voltes acostumaven a tenir gruixuts arcs de maó, ja paral·lels, ja diagonals però embeguts en la volta mateixa, que servien com a subjecció provisional i com a reforç interior. Un exemple superb és la cúpula del Panteó d'Agripa a Roma.
Els romans, no només van construir voltes de canó i cúpules, sinó rudimentàries voltes d'aresta i de creueria. Però aquestes últimes van haver d'usar-se amb poca freqüència fora de l'Imperi de l'Orient, perquè solament es coneixen les de les Termes de Caracal·la i les de la Basílica de Maxenci en la qual s'adverteix un sistema de resistències interiors aplicades a la volta. També van començar a aparèixer a l'arquitectura romana els capitells historiats que tant es van fer a l'edat mitjana, d'ells s'han descobert alguns exemplars a Pompeia i d'altres llocs.
Els edificis romans, segons el seu ús, podien ser molt sobris o molt sumptuosos. Ponts i aqüeductes són austers i funcionals, mentre que temples i palaus són luxosos i monumentals, amb un clar fi representatiu. Les edificacions més nobles es revestien de pedra formant ordres, que no reflectien l'estructura interior real. Es decoraven els murs dels edificis sumptuosos amb pintures i els paviments amb mosaics.

### Arquitectura gòtica

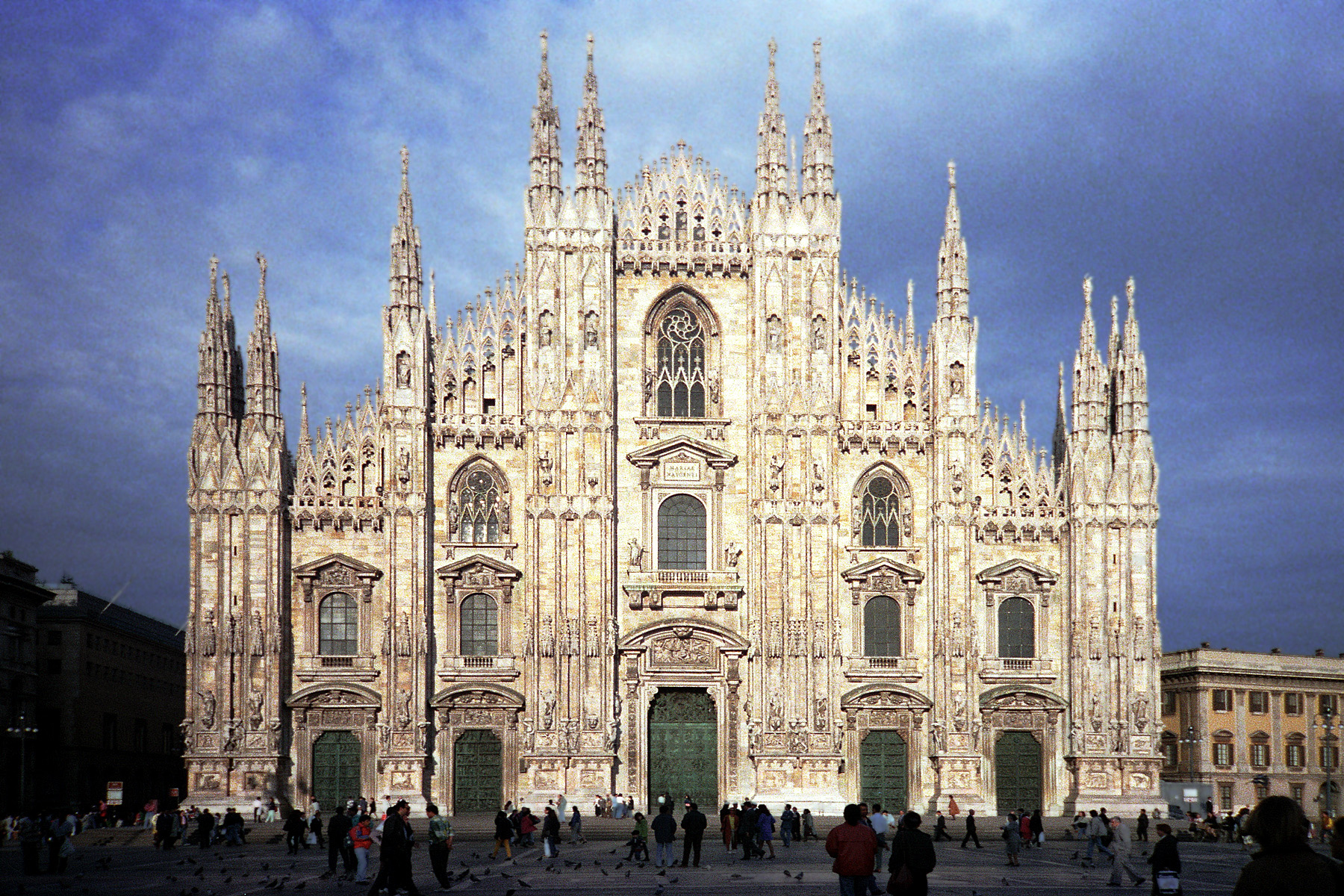
Vista frontal de la Catedral de Milà

La principal obra d'arquitectura gòtica a Itàlia és la catedral de Milà, un dels edificis més famosos d'Europa. És una catedral gòtica particularment gran i emplaçada al quadre principal del centre de la ciutat de Milà. El Duomo de Milà és la segona catedral catòlica romana més gran del món: únicament la catedral de Sevilla és més gran -igual que la basílica de Sant Pere a Roma, que no és catedral-. Té 157 metres de llarg i pot allotjar 40.000 persones dintre. Les finestres més grans del cor també té la reputació de ser les més grans del món.

### Arquitectura renaixentista

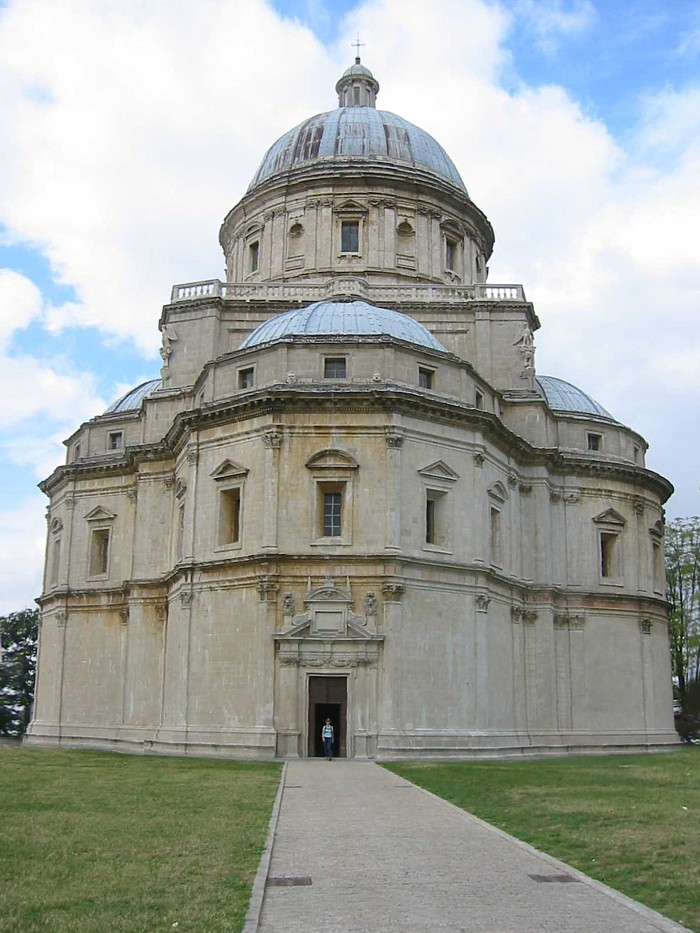
Santa Maria della Consolazione a Todi, església de planta central del Renaixement.

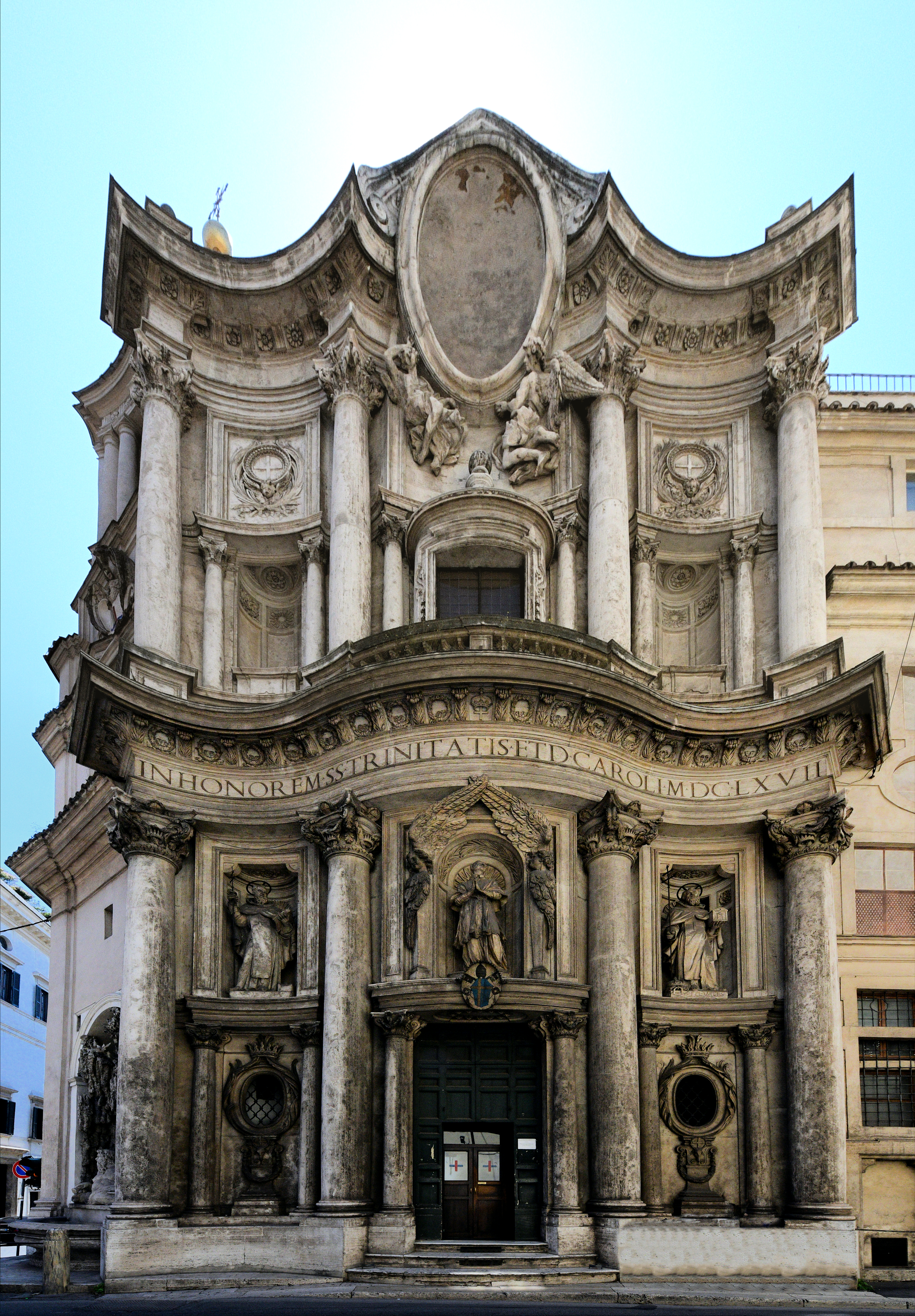
Església de San Carlo alle Quattro Fontane

Arquitectura del Renaixement o renaixentista és aquella produïda durant el període artístic del Renaixement europeu, que va abastar els segles xiv, xv i xvi. Es caracteritza per ésser un moment de ruptura en la Història de l'Arquitectura, de forma especial respecte de l'estil arquitectònic previ: el gòtic.
Produeix innovacions en diferents esferes: tant als mitjans de producció com al llenguatge arquitectònic, que va prendre forma en una adequada i completa teorització.
Una altra de les notes que caracteritza aquest moviment és la nova actitud dels arquitectes, passant de ser artesàns a veritables professionals, marcant a cada obra el seu estil personal. Les grans catedrals gòtiques són en la seva majoria anònimes, tanmateix les grans obres renaixentistes estan totes signades. Van inspirar la seva feina en la seva interpretació pròpia de l'antiguitat clàssica, en particular en el seu vessant arquitectònic, que consideraven model perfecte de les Belles arts.
L'arquitectura del Renaixement va estar força relacionada amb una visió del món durant aquest període sostinguda en dos pilars essencials: El classicisme i l'humanisme. La recuperació de l'ideari de l'arquitectura clàssica, introduïda per la cultura del Renaixement, va haver necessàriament de transcendir de la mera observació de la realitat. L'arquitectura produïda pels artistes renaixentistes, humanistes en general, procuraven mantenir una imatge erudita i literària, més enllà de la mera reproducció de les ruïnes grecoromanes. Els arquitectes creaven sempre a la recerca d'un model ideal, en detriment dels models existents -amb gran nombre de ruïnes de forma especial a Itàlia-. Aquests models ideals o idealitzats van ser sistematitzats i concretats de forma teòrica, en el que donarà origen als tractats d'arquitectura clàssica de l'època.
Sens dubte, per a la creació del model teòric, l'observació de les ruïnes va ser la inspiració predominant dels primers arquitectes renaixentistes italians, però a mesura que el Renaixement evolucionava, els estudiosos, passaran, sistemàticament, d'oferir o recuperar els cànons i obres tècniques del classicisme a redactar els seus propis tractats de l'estil, que encara que basats en el classicisme, arriben a ésser efectivament anticlàssics.

### Arquitectura barroca
La gènesi de l'arquitectura barroca s'inicia en Itàlia, amb figures tan determinants com Gian Lorenzo Bernini i Francesco Borromini. En aquest període es creen monuments com la plaça de Sant Pere, l'església de Sant'Andrea al Quirinal, la Fontana de Trevi i l'església de San Carlo alle Quattro Fontane.
1623 va ser un any crucial per a la sort de Roma, també des del punt de vista artístic. Maffeo Barberini va ser escollit papa amb el nom d'Urbà VIII, un pontífex ambiciós, amant de les arts i gran admirador de Bernini. El considerava l'artista ideal per realitzar els seus projectes urbanístics i arquitectònics, per donar forma i expressió a la voluntat de l'Església de representar-se a ella mateixa amb força triomfant, mitjançant obres espectaculars, amb un marcat caràcter comunicatiu, persuasiu i celebratiu. El primer encàrrec de Bernini va ser, l'any 1623 l'estàtua de Santa Bibiana, per l'església de Santa Bibiana a Roma, que incloïa el projecte de la façana i una escultura de la santa en un moment d'èxtasi. Aquí es fa un gir cap a una gran expressivitat, amb efectes accentuats de clarobscur, que dialoguen amb la pintura de Pietro da Cortona, un altre protagonista del barroc romà.
El barroc sicilià és la forma distintiva de l'arquitectura barroca que es va desenvolupar a l'illa de Sicília, al sud d'Itàlia durant els segles xvii i xviii. L'estil es reconeix no solament pels seus típics revolts i floritures barroques, sinó també per les seves màscares somrients i putti amb la particular extravagància que li ha donat a Sicília una identitat arquitectònica única i la fase més interessant de l'art sicilià.

## Escultura

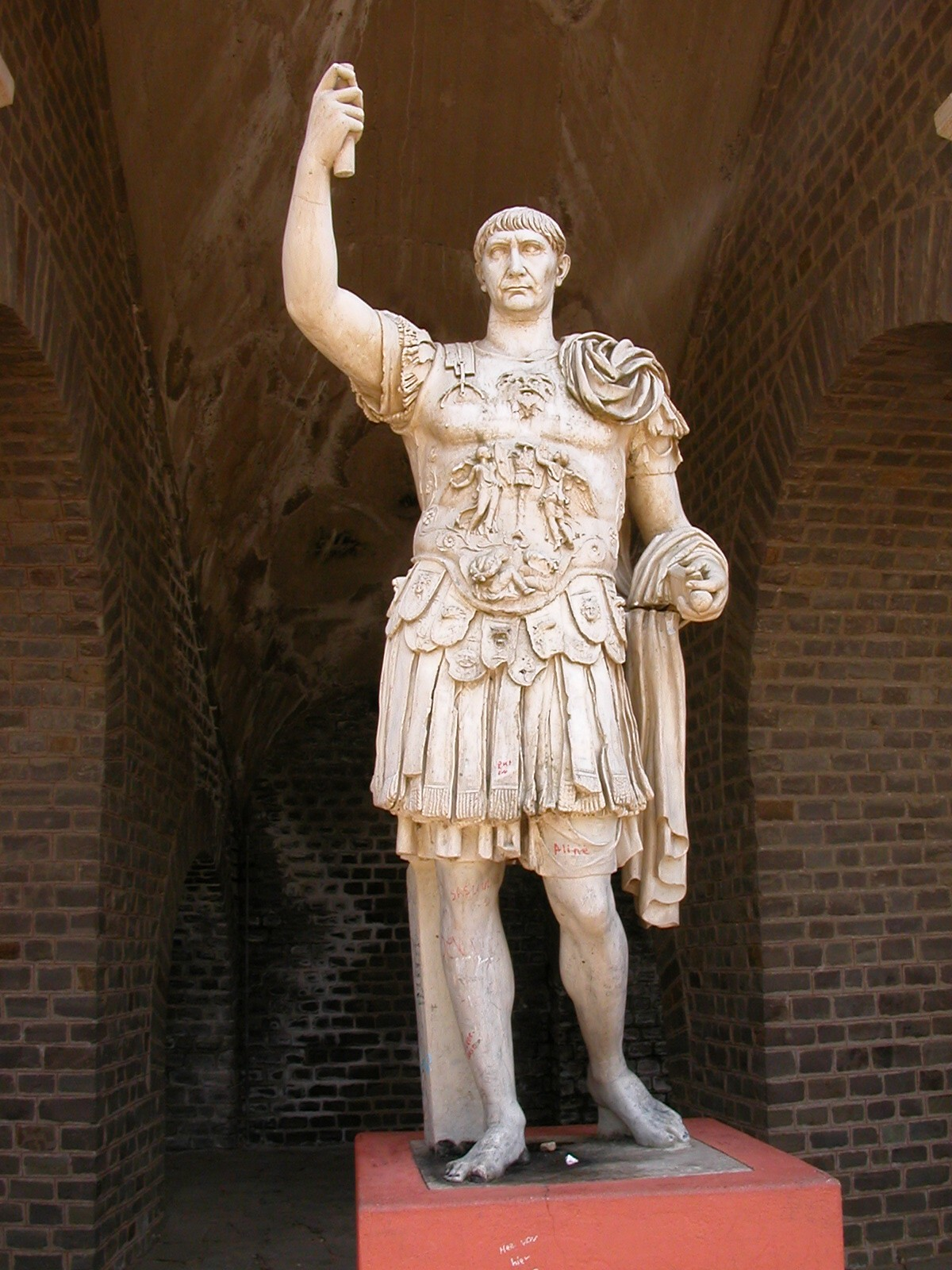
Estàtua de Trajà, emperador romà del 98 al 117 aC.

### Escultura de l'Antiga Roma
L'escultura a l'antiga Roma, el mateix que l'arquitectura, és original a l'esperit de la seva finalitat, però en ella pesen molt les aportacions formals de les escultures etrusques i gregues (hel·lenístiques), estant, de fet, bona part de la producció escultòrica còpia d'originals de la Grècia Antiga.
Es conserven moltes escultures romanes, fetes preferentment en marbre i en menor manera en bronze o d'altres materials com ivori, encara que part d'ella està feta malbé, amb parts trencades. Són freqüents el retrat i el relleu històric narratiu, en els que els romans van ser grans creadors. N'hi ha també moltes escultures d'emperadors romans.

### Escultura renaixentista

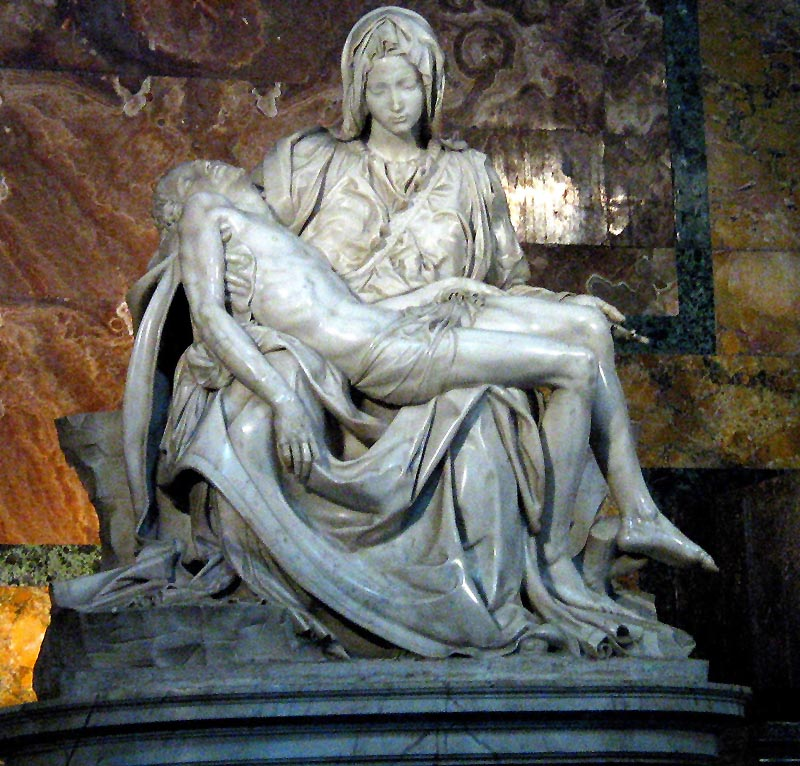
La Pietat de Miquel Àngel

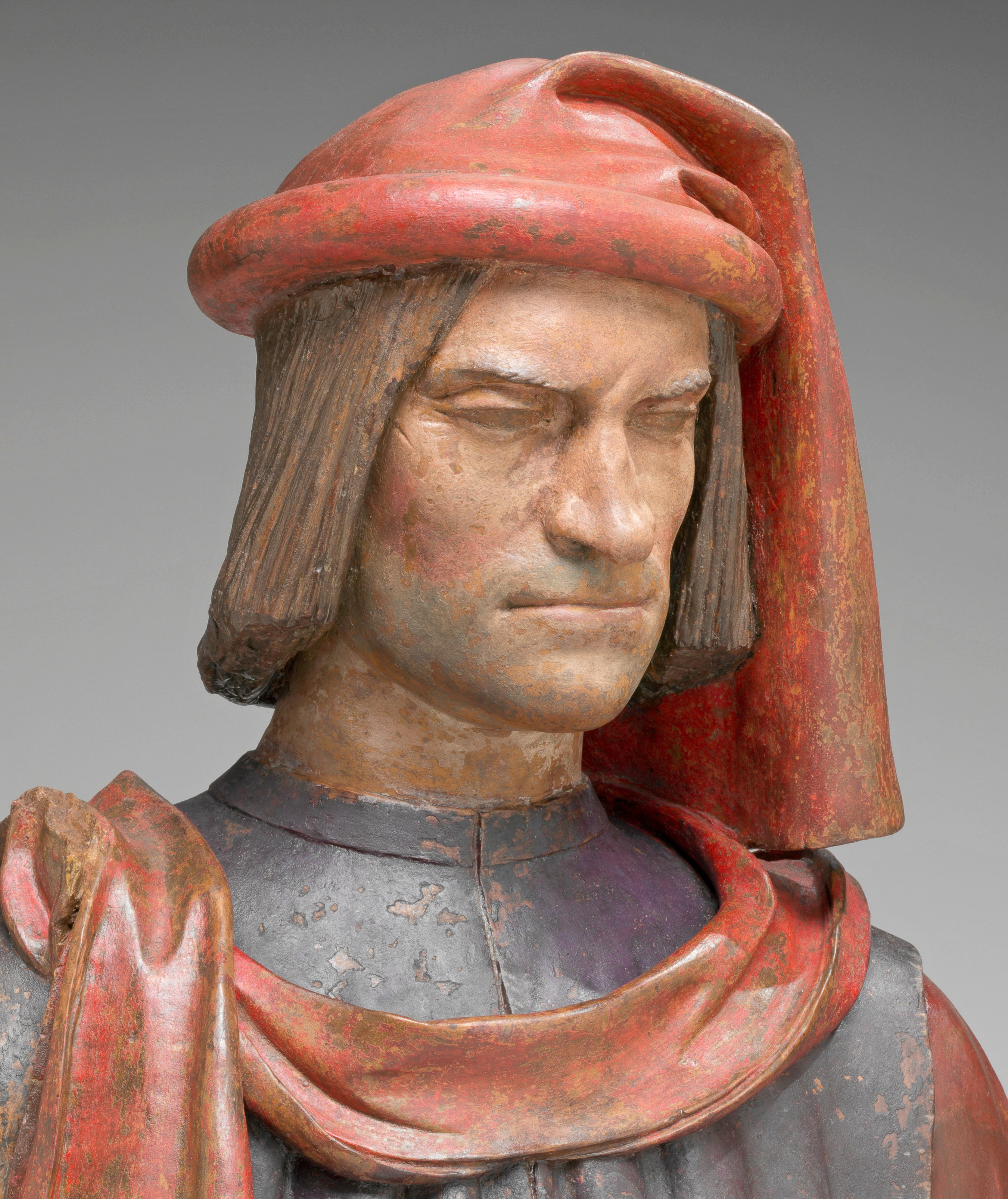
Llorenç el Magnífic, per Verrocchio

L'anomenat Renaixement clàssic es reconeix per dos principis fonamentals: 
- Estudi i imitació de la natura.
- Adopció de les formes i maneres clàssiques de Grècia i Roma per a la interpretació de la mateixa natura al terreny plàstic.

El primer d'aquests principis constituïa la base de l'escultura gòtica i si no va ser continuat amb tota fidelitat, en moltes de les seves obres, s'hagués aconseguit finalment, donades les vies de progrés que va recórrer la mencionada escultura, sense necessitat d'acudir als models antics de Grècia i Roma la imitació dels quals va desviar el curs de l'art cristià. No hi ha dubte que l'art del Renaixement va aconseguir interpretar la natura i traduir-la amb llibertat i facilitat de paraula mitjançant el pinzell i l'escarpre en gran multitud d'obres mestres. Però en canvi l'afany dels seus artistes per tornar a les formes clàssiques de l'antiguitat pagana i la seva mitologia no va poder menys que restar inspiració religiosa a l'escultura i de fer-la més cultivadora de la forma exterior i del nu. Tanmateix, ni tots els escultors que es diuen del Renaixement es van inspirar directament a l'escultura clàssica, encara que van participar de l'esperit regnant, ni totes les obres dels que van seguir aquestes inspiracions mereixen la mateixa crítica.
Ghiberti, Donatello i Lucca della Robbia, amb els deixebles del segon, Verrocchio i Pollaiuolo. Tots ells van constituir l'anomenada escola florentina al mateix temps que Jacopo della Quercia formava a Siena l'escola sienense, d'un esperit semblant al de Florència.
Ghiberti es distingeix per la delicadesa i gràcia dels seus bellíssims relleus en bronze, els quals té la complicació i amplitud figurativa de veritables composicions pictòriques. La seva obra típica van ser els quadres de bronze d'assumptes bíblics en els quals es divideixen les dues magnífiques portes del baptisteri de Florència dignes de ser les Portes del paradís, com deia Michelangelo d'una d'elles i la bellesa i l'atenció al detall de la qual eclipsen les altres dues més antigues, gravades per al mateix baptisteri per Andrea Pisano.
Donatello figura en la Història de l'Art com el precursor de Miquel Àngel i va ser, en veritat, un artista independent, fogós, realista, vigorós en les formes, universal els gèneres d'art però que traduïa en marbre i bronze amb gran expressió, tot i això xocava als individus estranys. Les seves obres més notables van ser: 
- Sant Joan Evangelista de la catedral de Florència, amb diverses estàtues en ella i en el seu campanar.
- Sant Jordi de l'església d'Orsanmichele.[8]

Entre els seus deixebles més famosos es consideren: 
- Verrocchio, autor de «David» a Florència, i el Monument de Bartolomeo Colleoni a Venècia (totes dues de bronze).[9]
- Antonio Pollaiuolo, que va treballar i va adornar amb relleus profans els sepulcres de Sixt IV i Innocenci VIII a Sant Pere del Vaticà.

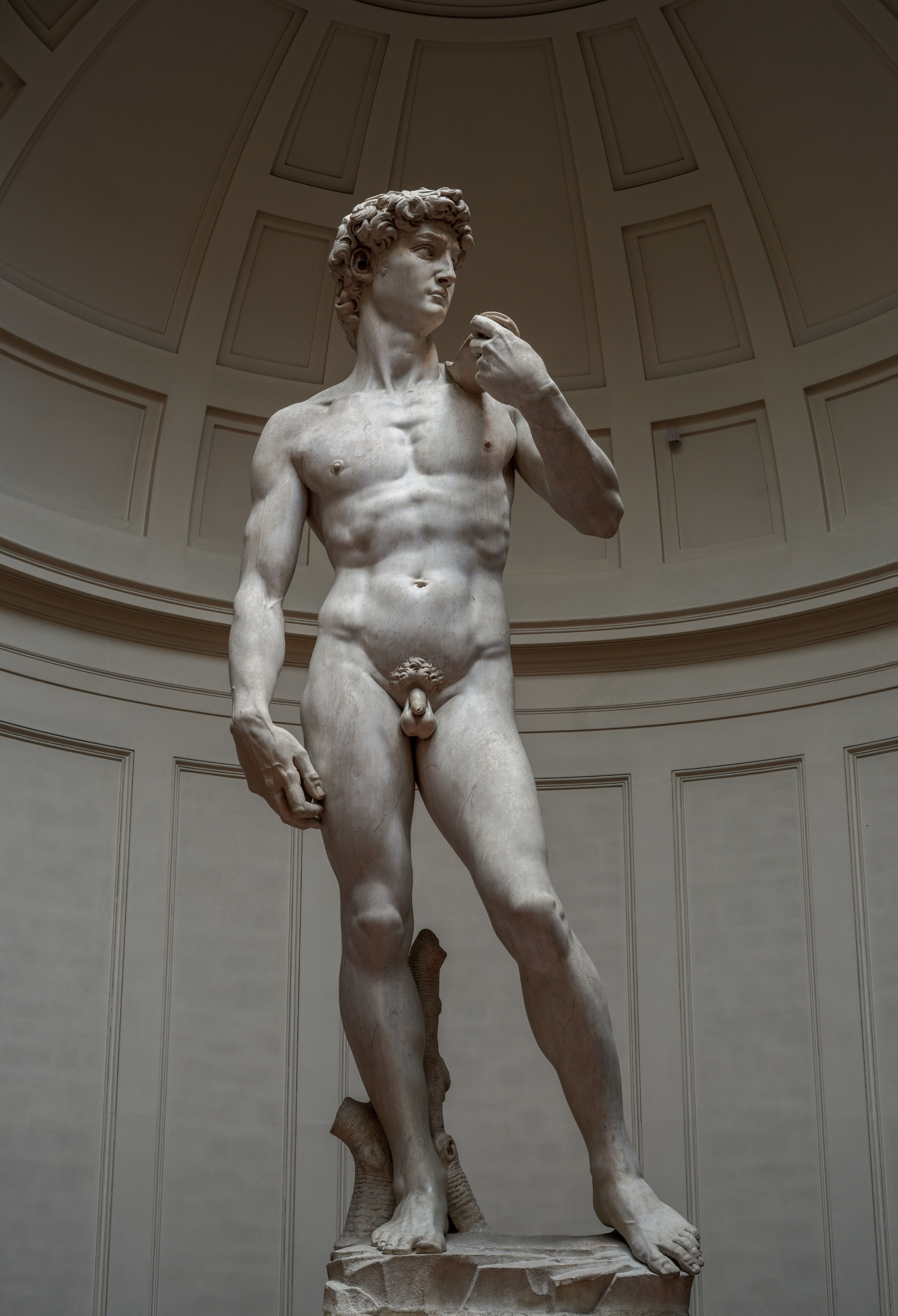
El David de Miquel Àngel

Lucca de la Robbia amb els seus nebots Andrea i Joan (fill d'Andrea) componen la família della Robbia, famosa pels seus treballs esculturals en terracota policromada i esmaltada. El seu estil es deriva del de Ghiberti i es caracteritza per les formes arrodonides i belles, la dolçor i suavitat al'expressió i la gràcia infantil de les figures que acostumen a ser alts relleus de «Madonnas» i àngels.
El segle xvi, ofereix el Renaixement en la plenitud de la seva vida, gràcies a l'impuls que va rebre d'Andrea Sansovino i sobretot de Michelangelo, estant Roma el focus principal del seu moviment.
Sansovino -el seu nom propi és Andrés Contucci- educat entre els artistes florentins es manifesta en les seves escultures molt amant de la forma exterior, de l'anatomia i del classicisme, sobretot, a les estàtues que decoren els mausoleus del cardenal Sforza i del bisbe Basso Rovere a l'església de Santa Maria del Popolo, a part d'altres a Florència i Venècia.
Miquel Àngel, deixeble també dels florentins, resumeix en la seva persona quasi tot l'art escultòric de la seva època a Itàlia -anys 1475-1564-. Als primers trenta anys de la seva vida conservó el seu cisell algunes tradicions del segle xv produint obres moderades i belles encara que vigoroses. I a aquesta primera època es deuen les seves ponderades escultures de la Madonna i la Pietat amb alguns bacos i cupidos i el David de Florència. Però des de l'any en què els papes van començar a encarregar-li la construcció de grans monuments, va crear un estil gegantí, vigorosíssim, ple de passió, independent i excepcionalment seu en les Belles Arts. D'aquest gènere són les escultures dels sepulcres dels Mèdicis a la capella d'aquests a Florència -de Julià i el seu germà Llorenç l'estàtua sedent del qual es coneix amb el nom d'Il Pensieroso per la seva actitud pensarosa- i les estàtues que preparava l'artista per al sepulcre del papa Juli II per damunt de tot el famós Moisès que es troba a la basílica de Sant Pere ad Víncula. A aquesta mateixa època d'apogeu en l'estil renaixentista pertanyen: 
- Benvenuto Cellini, notable pels seus treballs d'orfebreria en repussats i cisellades.
- Jacopo d'Antonio Sansovino, semblant al seu homònim i deixeble d'ell.
- Pietro Torrigiano, èmul de Miquel Àngel.
- Leone i Pompeo Leoni, pare i fill que van treballar a Espanya.

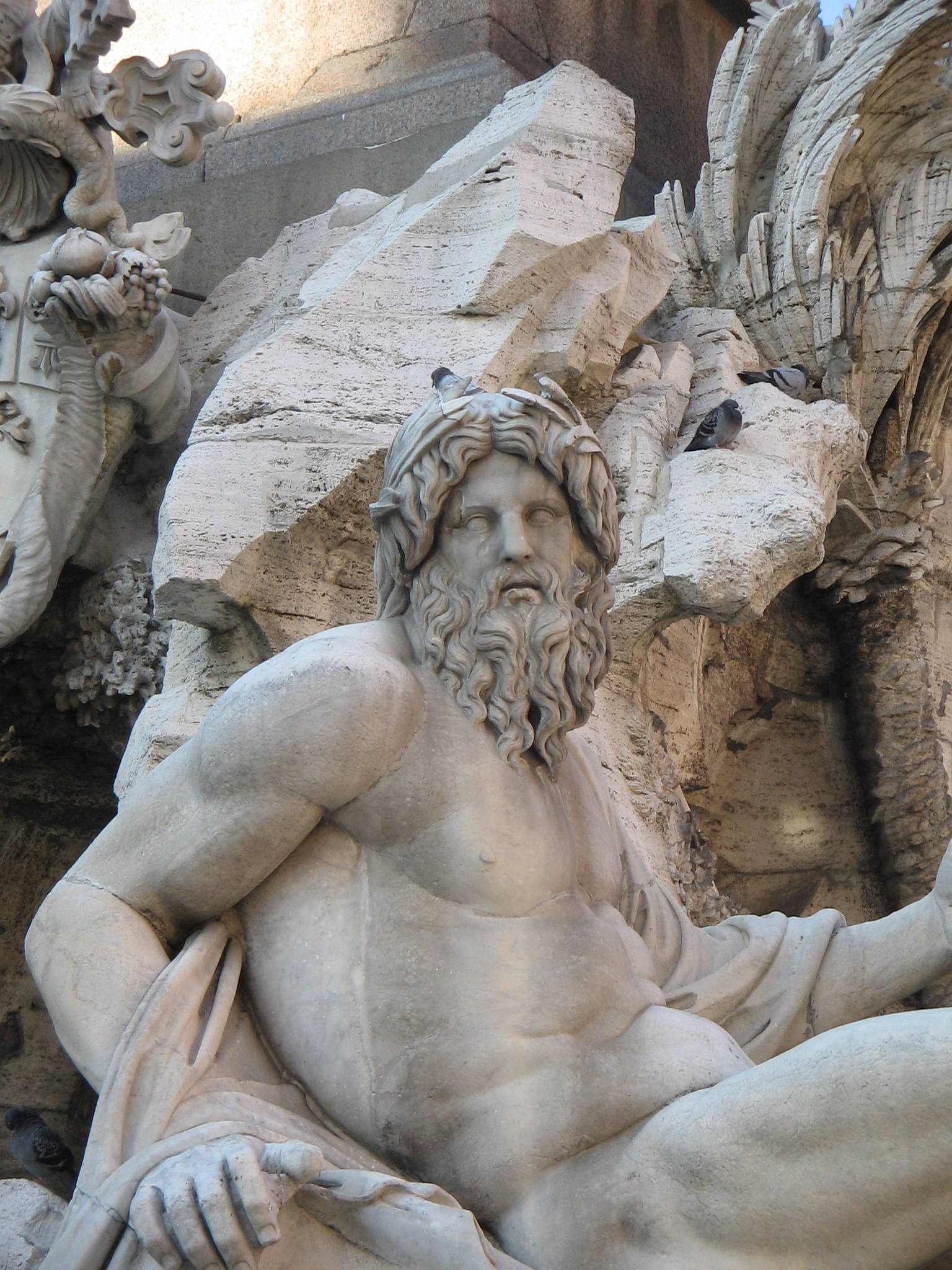
Detall de la font dels quatre rius de Bernini

### Escultura barroca
El període de la decadència va continuar les audàcies de Miquel Àngel perquè els seus admiradors van voler imitar-lo, sense tenir el geni ni l'habilitat del mestre. D'aquí l'exageració en el moviment de les figures, les contorsions en les actituds, l'agitació de la vestimenta i la falta de veritable naturalisme. A aquest grup d'escultors pertanyen:
- Bernini, la més celebrada i millor obra és L'èxtasi de Santa Teresa.[10] Bernini va eclipsar tots els altres i les seves múltiples escultures van guanyar favor i van tenir gran influència a Europa durant el seu segle. D'ell són també les més famoses i monumentals fonts de Roma i les superbes estàtues d'àngels que adornen el pont del Castell Sant'Angelo, a la mateixa ciutat.[11]
- Madern, del que destaca l'estàtua jacent de Santa Cecília a la Basílica de Santa Cecília in Trastevere.
- Algardi la millor obra seva és l'estàtua sepulcral d'Innocenci X

### Escultura neoclàssica
El període neoclàssic o de restauració grecoromana comença amb l'últim quart del segle xviii precedint els literats o humanistes i iniciant-se per l'escultor Antonio Canova (1757-1822) qui, després d'haver treballat amb acceptació a Venècia, es va establir a Roma i va gaudir de gran popularitat i del favor dels papes i prínceps de la seva època. El seu estil pretén arribar a la perfecta imitació dels grans mestres grecs. Però se'l titlla de fred o escàs d'expressió, enmig de la seva elegància, correcció i noblesa. Obres seves van ser els monuments sepulcrals de Climent XIII, Climent XIV i Pius VI i una altra multitud d'escultures mitològiques, religioses i retrats de personatges.
En temps més recents, estan les obres futuristes d'artistes com a Umberto Boccioni (1882-1916), l'obra més famosa d'aquest artista és Formes úniques de continuïtat en l'espai, que apareix a la moneda de 20 cèntims d'euro italiana.

## Pintura

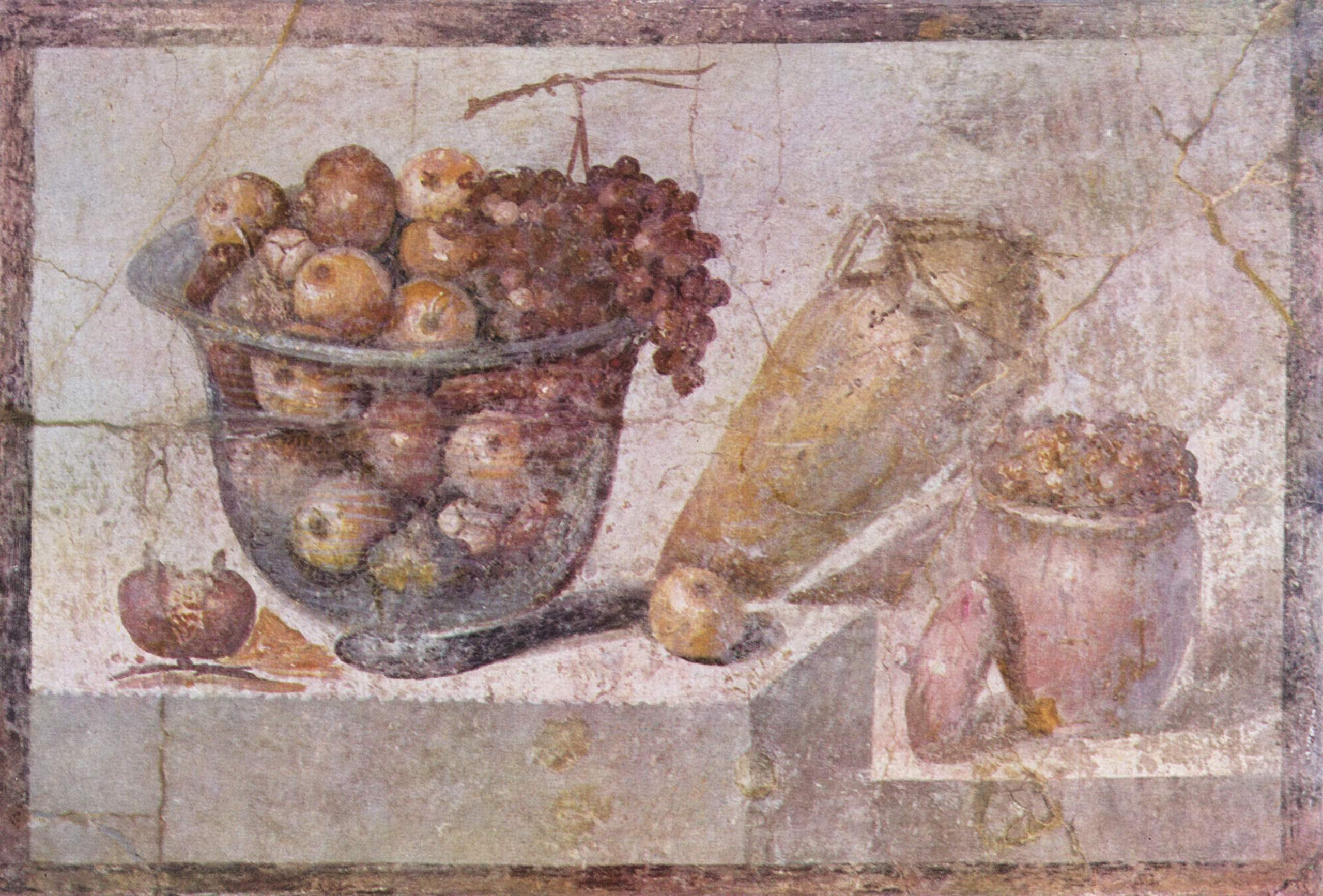
Fresc de Pompeia

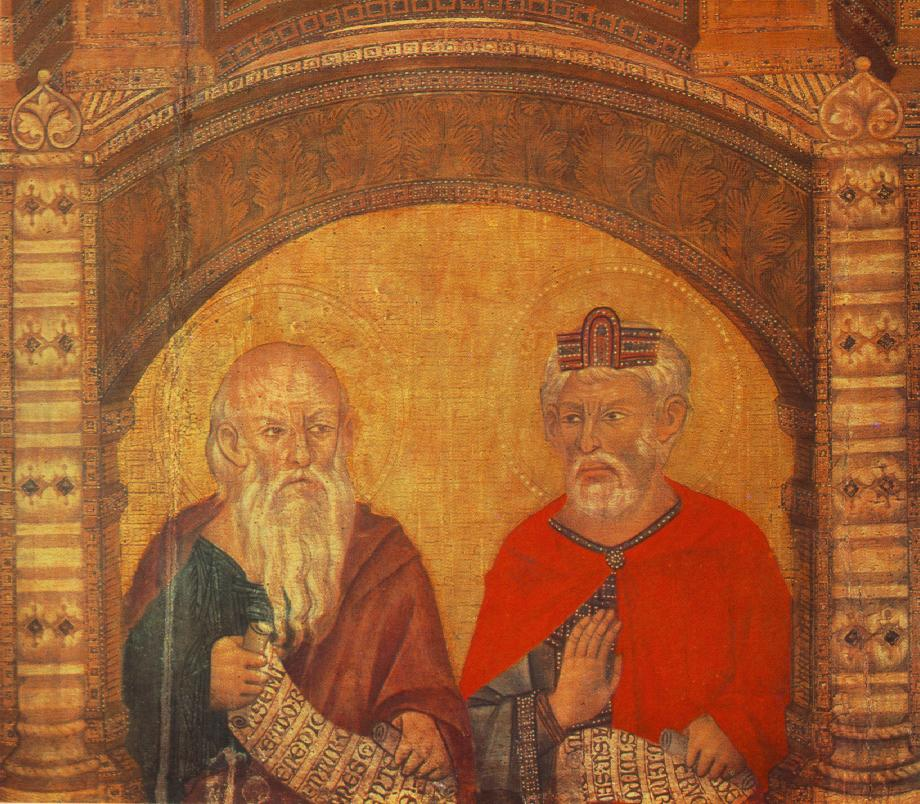
Detall d'una pintura de Cimabue

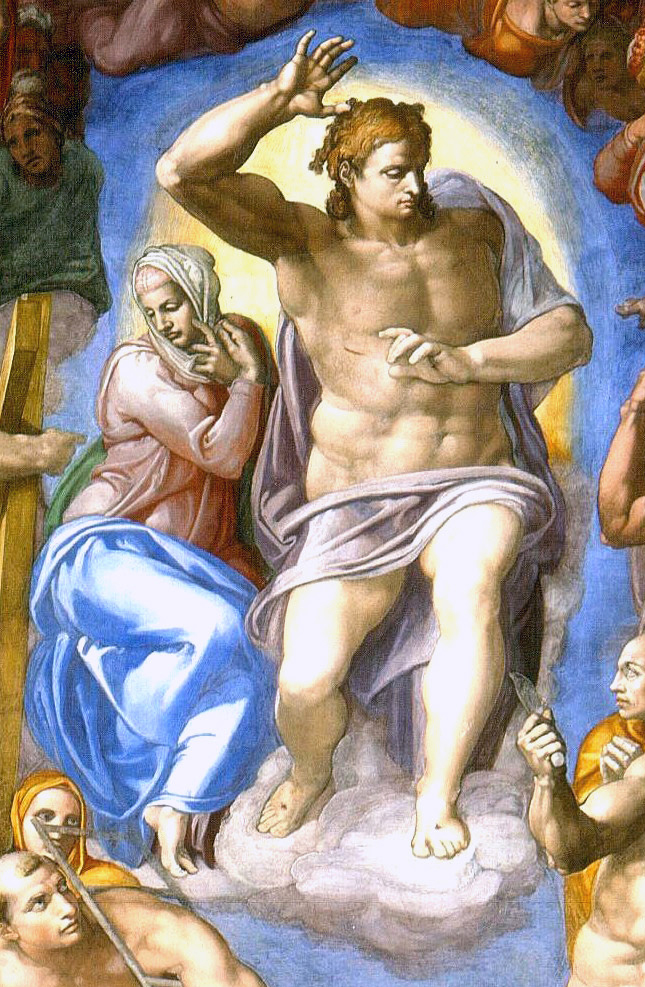
Judici Final de Miquel Àngel

### Pintura de la Roma antiga
Els orígens de la pintura romana es confonen amb els de la seva escultura i d'aquest mode es troben a l'art hel·lenistic que encara els exemplars que d'ell sé conserven, sobretot, els millors, s'atribueixen avui a mà grega encara que l'escola arribés per fi a romanitzar-se. Els procediments usats en aquesta pintura van haver de ser l'encàustic, el tremp i el fresc. Els seus gèneres, el decoratiu de vaixelles i murs i l'històric i mitològic als quadres murals. I encara que els descoberts fins al present n'ofereixen més que tot un caràcter decoratiu arriben a ésser veritables composicions pictòriques i es jutja amb fonament que n'hi va haver també d'altres de pintura independent a semblança dels actuals de taula o de cavallet. Es van cultivar amb el mencionat caràcter decoratiu mural el paisatge, la caricatura, el retrat, els quadres de gènere, les imitacions arquitectòniques i les combinacions fantàstiques d'objectes naturals constituint amb aquestes últimes el gènere que els artistes del Renaixement van anomenar «grotesc», trobat a les antigas Termes de Titus i que va servir Rafael Sanzio com a font d'inspiració per decorar les Lògies del Vaticà. Va destacar també l'art pictòric de la civilització romana en el procediment del mosaic, no limitat com fins aleshores, a simples decoracions de paviments sinó estès a quadres penjants tal com ho revelen alguns exemplars que es guarden als museus i abraçant en tots dos casos, assumptes i composicions històriques. La miniatura sobre pergamí va ser un altre gènere que va estar molt en voga entre els bibliòfils romans de l'època d'August, però no se n'han descobert ni es conserven exemplars anteriors al segle iii.

### Pintura gòtica
A diferència de l'arquitectura i l'escultura, la pintura gòtica sorgeix a la baixa edat mitjana alternant, fermament amb els models romans d'Orient fins al segle xiii. Els comerciants de les Repúbliques Marítimes, especialment de Pisa i Venècia, van importar a la seva pàtria, models i idees de tot el Mediterrani, el que va donar impuls a les escoles locals, que no van deixar de manifestar un progrés gradual. A la Toscana, Cimabue i Giotto van plantejar les bases per a una revolució figurativa, on la veritable representació de l'espai, la figura humana i del seu afecte, és la base de futurs desenvolupaments extraordinaris. L'art gòtic floreix amb resultats d'extrema elegància a centres com Siena, Nàpols i Milà.

### Pintura Renancentista
Seguint la pintura les evolucions que va continuar l'art escultòric, en els períodes de preparació al Renaixement, va arribar a la fase perfecta d'aquest, molt poc després que la seva precursora l'escultura, és a dir, durant el segle xv a Itàlia i ja entrat el segle següent als altres països. En general, el segle xv és d'iniciació i els segles xvi i xvii són d'apogeu per a la pintura del renaixement clàssic.

### Pintura barroca
El segle xvii s'obre amb l'aparicició d'un nou estil, el barroc a Roma, que domina l'escena artística europea durant un segle o més. Artistes com a Caravaggio, Bernini i Borromini són els executors d'una renovació de gran impacte, que es recolza en els cànons de l'art clàssic. Però a Itàlia, s'inicia ja la decadència poc després de mitjan segle xvi per voler els artistes imitar les obres dels grans mestres anteriors més aviat que inspirar-se en l'estudi de la natura. La decadència total als diferents països correspon al segle xviii continuant-li una certa restauració a la fi del mencionat segle.

## Música

### Opera

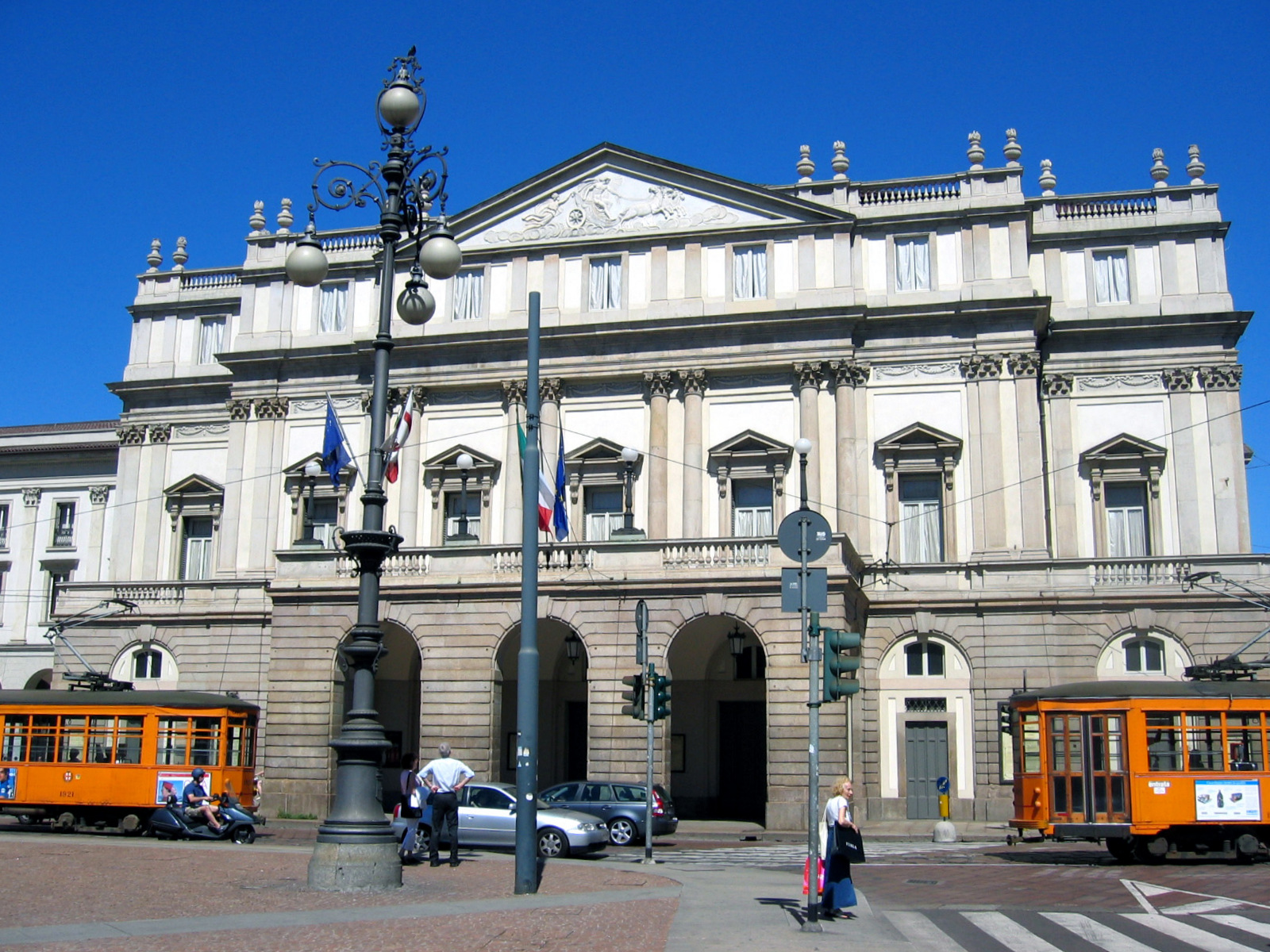
El Teatre allà Scala de Milà és un dels teatres d'òpera més importants d'Itàlia i del món.

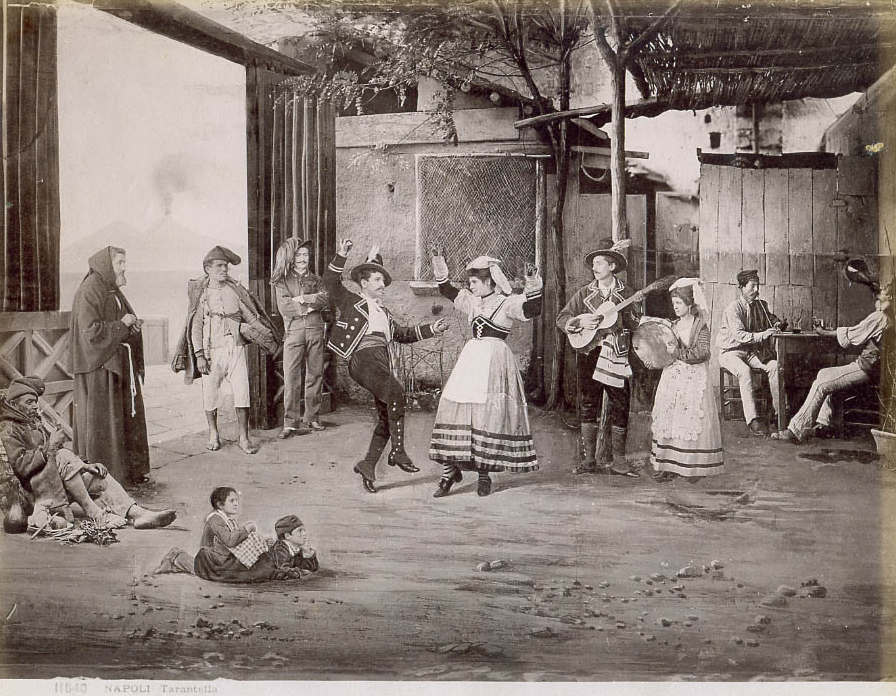
Nàpols-Tarantel·la, del fotògraf Giorgio Sommer (1834-1914). En els cants i danses populars com la tarantel·la està l'origen remot de la cançó napolitana.

La primera obra considerada una òpera, data aproximadament de l'any 1597. Aquesta va ser Dafne, -obra actualment desapareguda- escrita per Jacopo Peri per a un cercle d'humanistes doctes florentins coneguts com la Camerata de Bardi, Dafne va ser un intent per reviure la tragèdia grega clàssica, com a part de l'àmplia reaparició de l'antiguitat que va caracteritzar el Renaixement. Un següent treball de Peri, Eurídice, que data de l'any 1600, és la primera òpera que ha sobreviscut fins a l'actualitat. Malgrat tot, l'ús del terme òpera s'inicia cinquanta anys més tard, a mitjan segle xvii per definir les peces de teatre musical, a les quals se'ls referia fins aquest moment amb formulacions universals com dramma per musica (drama musical) o favola in musica (faula musical). Diàleg parlat o declamat, anomenat recitatiu en l'òpera, acompanyat per una orquestra o per una escarida línia de baix, és la característica fonamental del melodrama, en el sentit original.
L'òpera no es va mantenir confinada a audiències cortesanes. L'any 1637 a Venècia va emergir la idea d'una «temporada» d'òperes d'assistència oberta a tot públic, finançada per la venda d'entrades. Influents compositors d'òpera del segle xvii inclouen Francesco Cavalli i Claudio Monteverdi, l'Orfeu del qual (1607) és l'òpera més antiga que encara es representa avui dia. Una següent obra de Monteverdi, Il Ritorno d'Ulisse in Pàtria (1640), també és coneguda com una obra molt important dels inicis de l'òpera. En aquestes primeres òperes barroques, es combinava la comèdia amb elements tràgics d'una manera de manera tal que desprenia una àmplia sensibilitat, el que va iniciar el primer de molts moviments reformistes de l'òpera, el qual va ser associat amb el poeta Pietro Trapassi, conegut com a Metastasio, els llibrets del qual van contribuir a cristal·litzar el to moralista de l'òpera seriosa. La comèdia a l'òpera barroca estava reservada per a l'òpera bufa, en una tradició en desenvolupament separat que, parcialment, es va derivar de la comèdia de l'art.
L'òpera italiana va establir l'estàndard. Els libretti italians van ser la norma, també per a compositors alemanys com Händel que escrivia per a audiències londinenques, o Mozart a Viena, a la vora de finals del segle xviii.

### La cançó napolitana
La cançó napolitana és un gènere particular de Nàpols i la seva regió. Amb arrels en la música popular, va conèixer un gran apogeu durant el segle xix i bona part del segle xx. Algunes de les seves peces són famoses mundialment, com 'O sole mio o Funiculì, funiculà.

## Literatura
La literatura italiana és aquella literatura que s'hagi escrit en italià. La configuració política d'Itàlia i la seva unificació com a estat únic va ser al segle xix, moment en el qual s'adopta el dialecte toscà com a llengua oficial amb la denominació de llengua italiana; aquesta decisió va ser presa fonamentalment a causa de la llarga tradició literària i a les grans figures de la literatura que havien utilitzat la mencionada llengua prèviament. Per això, es consideren com a autors en italià a tots aquells que hagin utilitzat la mencionada llengua, independentment que a la seva època, Itàlia existís ja com a estat únic independent amb llengua oficial pròpia. El Renaixement italià és ben conegut pels seus assoliments culturals. Això inclou creacions literàries amb escriptors com Petrarca, Castiglione, i Maquiavel.

### Dante i La Divina Comèdia

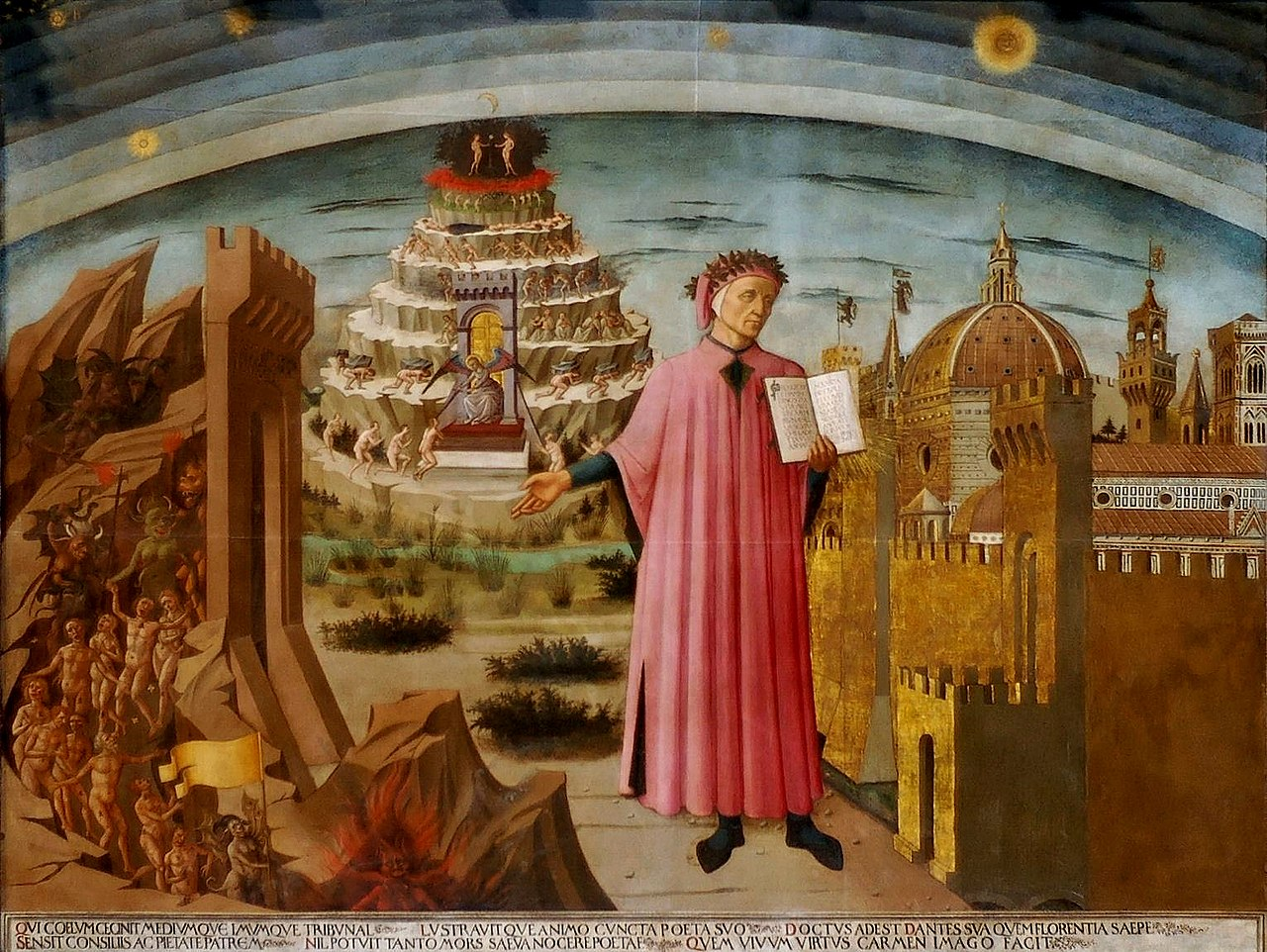
Fresc de Domenico di Michelino (1465), de la cúpula de l'església de Santa Maria del Fiore, a Florència.

Dante és considerat el més gran poeta italià de la Història, i en ell apareixen reflectides les mateixes tendències poètiques de la resta d'escriptors del dolce stil nuovo. En el seu llibre La Vita Nuova -escrit en 1231 i el títol del qual fa referència al fet que la seva primera trobada amb Beatriu va ser el començament d'una nova vida- apareix ja perfectament reflectida la seva idealització de l'amor. El poema no en té res de terrenal o humà, i en ell s'aprecia que el poeta té permanentment fixos els ulls en el cel mentre canta a la seva dama. Tot és sensual, aeri, celestial, i la Beatriu real s'esfuma gradualment fins a esdevenir simbòlica, sorgint aleshores la divinitat des de la seva naturalesa humana.
L'obra que va fer immortal a Dante i el va elevar sobre tots els altres genis italians va ser La Divina Comèdia, en la qual es relaten els viatges del poeta per les tres esferes de la mort: l'Infern, el Purgatori i el Paradís, viatges en els quals el poeta llatí Virgili i Beatriu l'acompanyen.
Dante reescriu la Història sota les seves pròpies passions, i d'aquesta manera, La Divina Comèdia no només és una representació de les idees i sentiments contemporanis, sinó també un reflex clar i espontani dels pensaments individuals del poeta, des de la indignació que li va produir el seu exili fins a la fe del creient i l'ardor |del filòsof. La Divina Comèdia va definir el destí de la literatura italiana, donant llustre artístic a totes les formes literàries que l'edat mitjana havia produït. Dante, per a alguns acadèmics, és el començament del Renaixement.

### Petrarca, la poesia de l'amor

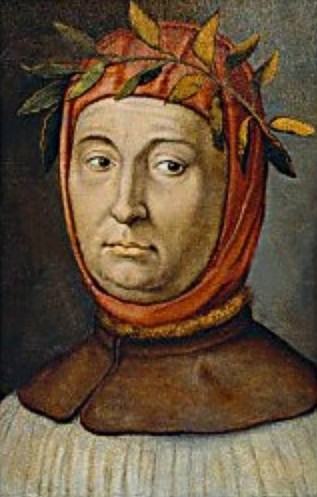
Francesco Petrarca

Dues són les característiques principals de l'activitat literària de Petrarca (1304-1374): el seu interès pels clàssics i la novetat dels sentiments humans que es reflecteixen en la seva poesia. I són, a més a més, aspectes indissolublement units, perquè el primer és l'origen del segon. El Petrarca que desenterra les obres dels grans escriptors llatins ens permet comprendre el Petrarca enamorat d'una dona real -Laura- a qui canta tant en vida com després de la seva mort amb poemes plens d'una estudiada elegància. Petrarca va ser el primer humanista i al mateix temps el primer poeta líric modern. La seva carrera va ser llarga i tempestuosa: va viure molts anys a Avinyó, maleint la corrupció de la cort papal; va viatjar també per quasi tot Europa; va mantenir correspondència amb emperadors i papes, i era considerat l'escriptor més important del seu temps.
Els seus Canzionere estan dividits en tres parts: la primera conté els poemes escrits en vida de Laura, la segona els poemes escrits després de la seva mort i la tercera els Trionfi. L'únic i exclusiu tema d'aquests poemes és l'amor, però el seu tractament està ple de variacions en el concepte, la imatgeria i els sentiments, sorgits de variades inspiracions de la natura. La lírica de Petrarca és completament diferent, no solament de la dels trobadors provençals i de la dels poetes italians anteriors a ell, sinó també de la poesia de Dante. Petrarca és un poeta psicològic, que estudia tots els seus sentiments i els mostra amb exquisida dolçor. La poesia de Petrarca no és transcendental com la de Dante, sinó que es manté enterament dins dels límits humans. La segona part dels seus Canzionere és la més apassionada i els Trionfi la pitjor, ja que en aquests últims Petrarca intenta imitar La Divina Comèdia, però no ho aconsegueix. Al Canzionere s'inclouen també alguns poemes polítics, un d'ells suposadament dirigit a Cola di Rienzi i diversos sonets contra la cort d'Avinyó. Són interessants pel vigor del sentiment, i també per mostrar que, comparat amb Dante, Petrarca té una consciència més àmplia d'Itàlia. La Itàlia que ell imagina és diferent de qualsevol concepció que d'ella es tingués a l'edat mitjana, i en això és també precursor de les aspiracions i dels temps moderns. Per damunt de tot això situava el seu amor per Itàlia, que, a la seva ment, ell la imagina com la seva benvolguda i antiga Roma, la gran ciutat dels seus herois Ciceró i Escipió.

## Religió

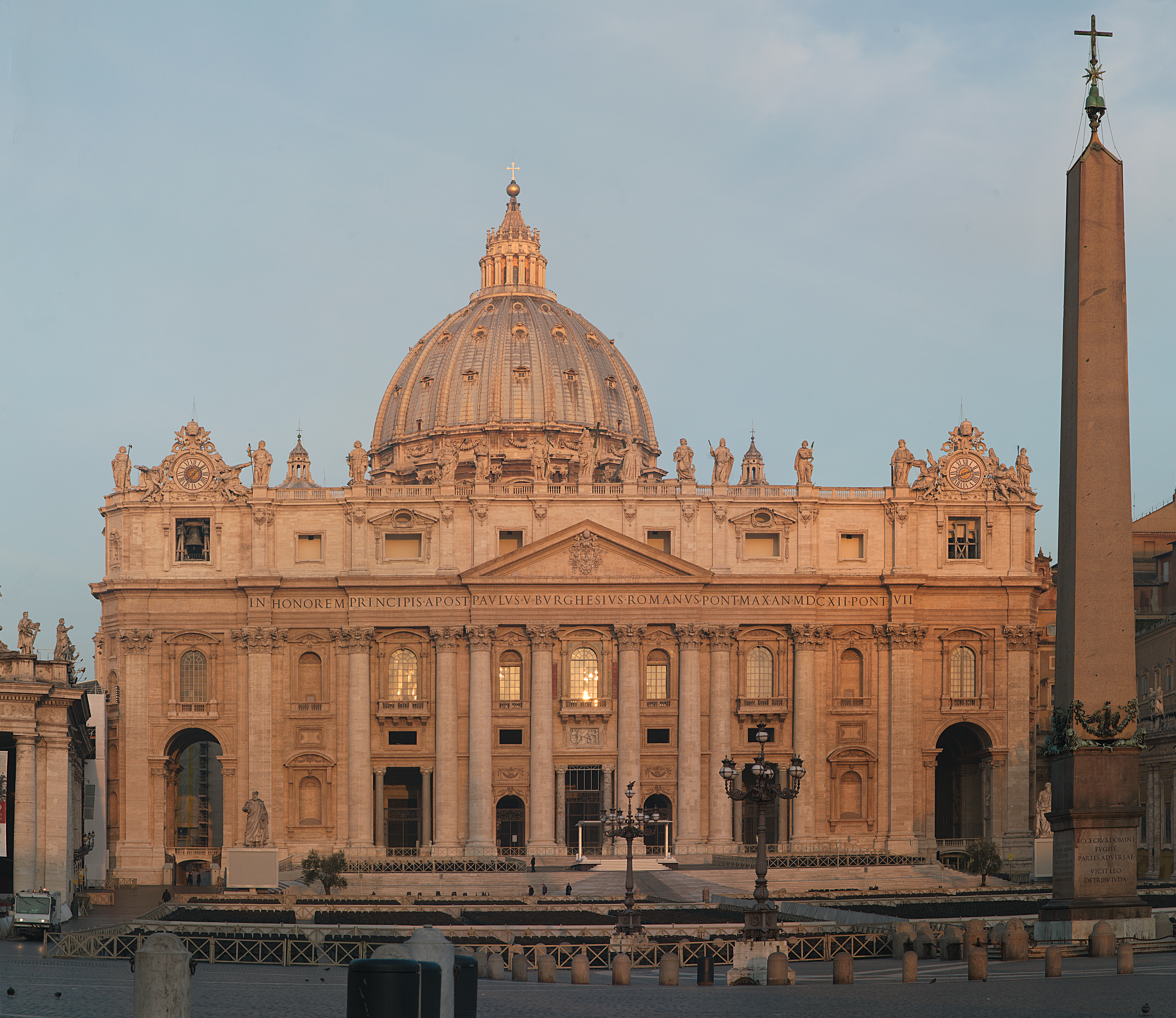
Basílica de Sant Pere al Vaticà, Roma, centre del catolicisme

El catolicisme romà és la religió, almenys nominalment, la més estesa 57.665.000 fidels -estadística de l'any 2008, el 96,55% de la població nativa-; està seguida per les comunitats protestants, jueves i islàmiques, derivades de la forta presència d'immigrants.
Totes les religions són considerats iguals davant la llei, com s'evidencia per la Constitució d'Itàlia. Abans de l'arribada del cristianisme, el país era pagà i adorava els déus romans. El cristianisme, tanmateix, va ser capaç de prevaldre i es va estendre ràpidament a tota la península Itàlica. El papa de l'Església Catòlica resideix, a Roma, per ésser precisos a la Ciutat del Vaticà.

## La llengua
L'italià és una llengua romànica. Hi ha un gran nombre de llengües regionals -els del nord pertanyen a una branca diferent de l'arbre de les llengües romàniques- i de dialectes de l'italià que es parlen en les regions centrals.
L'italià modern és, com tota llengua nacional, un dialecte que ha aconseguit imposar-se com a llengua pròpia d'una regió molt més vasta que la seva regió dialectal. En aquest cas es tracta del dialecte toscà de Florència, Pisa i Siena, que s'ha imposat no per raons polítiques com acostuma a succeir, sinó a causa del prestigi cultural que comportava en ser la llengua en què es va escriure La Divina Comèdia, que es considera la primera obra literària escrita en la «lingua moderna». El toscà és en efecte la llengua en què van escriure Dante Alighieri, Petrarca i Giovanni Boccaccio, considerats els tres grans escriptors del prerenaixement italià.
L'italià es parla essencialment a Itàlia, on és llengua nacional, però també en dos cantons del sud de Suïssa on és igualment reconegut com a llengua oficial. D'altra banda, existeixen comunitats d'italians a Anglaterra, Bèlgica, l'antiga Iugoslàvia, França (Còrsega i Niça), Mònaco, Malta, Argentina (1,5 milions), Uruguai, Brasil, Veneçuela, Xile, els Estats Units (1 milió de parlants en les grans ciutats), Canadà, Austràlia, i en les antigues colònies italianes de l'Àfrica: Etiòpia, Eritrea, Somàlia i Líbia.

## Gastronomia

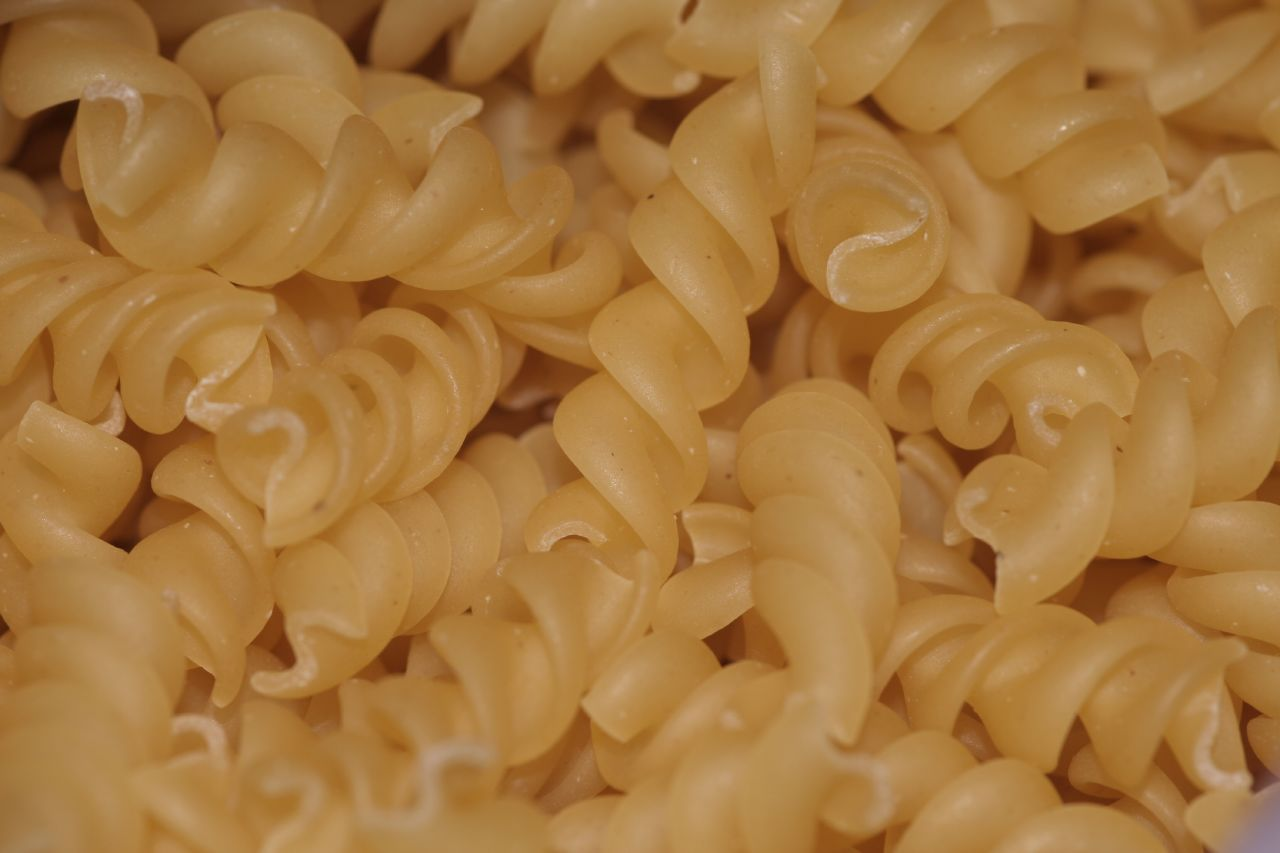
Fusilli: un tipus de pasta molt comú a la cuina italiana

La gastronomia d'Itàlia és extremament variada: el país va ser unificat l'any 1861, i les seves cuines reflecteixen la varietat cultural de les seves regions, així com la diversitat de la seva història. La cuina italiana està inclosa dintre de la denominada gastronomies mediterrànies i és imitada, així com practicada en tot el món. És molt corrent que es conegui la gastronomia d'Itàlia pels seus plats més famosos que són la pizza i la pasta, però el cert és que és una cuina on coexisteixen les abundants aromes i els gusts del mediterrani.